# Juan Francisco López

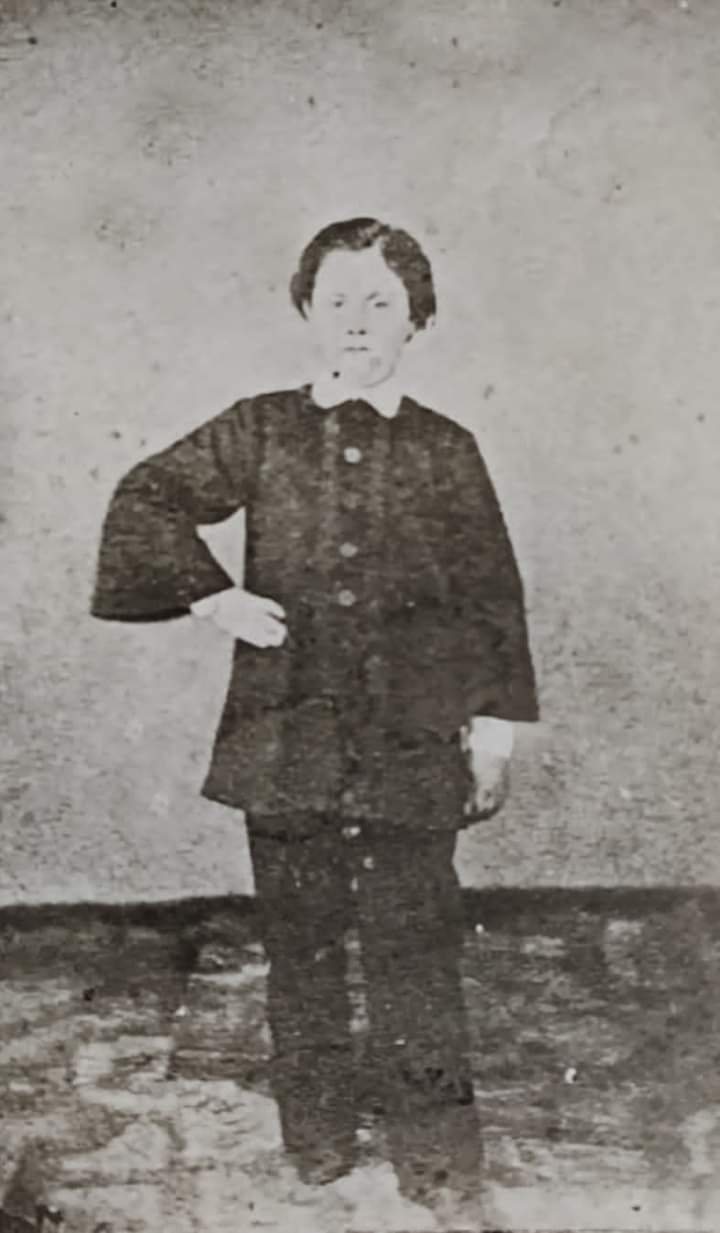
Juan Francisco López Lynch

Juan Francisco López Lynch (Buenos Aires, 31 de enero de 1855 - Cerro Corá, 1 de marzo de 1870) fue hijo primogénito de Elisa Alicia Lynch, y sexto del Mariscal Francisco Solano López, a quien acompañó en la Guerra de la Triple Alianza.

## Biografía

### Nacimiento
Juan Francisco había nacido el 31 de enero de 1855 en el Hotel Labastier en Buenos Aires, su madre la Madame Lynch había arribado a la ciudad después de conocer a su amante en Europa el General de Brigada Francisco Solano López que estaba presente en el Viejo Mundo designado como ministro plenipotenciario de a una delegación del Paraguay ante varias cortes europeas. Su madre Elisa Alicia Lynch era una bella mujer irlandesa que era miembra de la corte francesa quien, a los quince años, tuvo una boda arreglada por su familia con Xavier Quatrefages, un médico carente de gracia; cinco años más tarde viajaría a la Europa continental, donde sería cortejada por varios príncipes y nobles europeos, a quienes rechazaría pese a su infeliz matrimonio con Quatrefages pero, sin embargo, cuando en un baile en París conoció a López, no dudó en separarse y acompañarlo a su país natal.

### Hermanos
Juan Francisco fue el primer hijo de la pareja, luego vendrían Corina (1856-1857), Enrique (1858-1917), Federico (1860-1904), Carlos (1861-1924), Leopoldo (1862-1870) y Miguel Marcial (1866-1867). Los López-Lynch fueron los únicos hijos reconocidos de López, aunque este dio protección a su primer amor, Juana Pesoa, y a sus tres hijos, Emiliano, Adelina y Félix (nacido en medio de la relación con Lynch). Elisa también protegió a Pesoa y a sus hijos, hasta el punto de haber acogido al primer varón –que era el único que había sobrevivido–, e incluso había querido salvar a Juana Pesoa, llevándola a Europa. Su padre, Francisco Solano López también tuvo hijos antes de formar una relación con Lynch y antes de conocer a Juana Pesoa, como lo fueron Jesús María Carrillo y Alejo Antonio Carrillo, productos de un amorío con María Asunción Carrillo Falcón. Sumado a ello también en 1849 tuvo a una niña de nombre Rosa Carreras, "Rosita" que fue hija de una mujer llamada Ana Carreras.

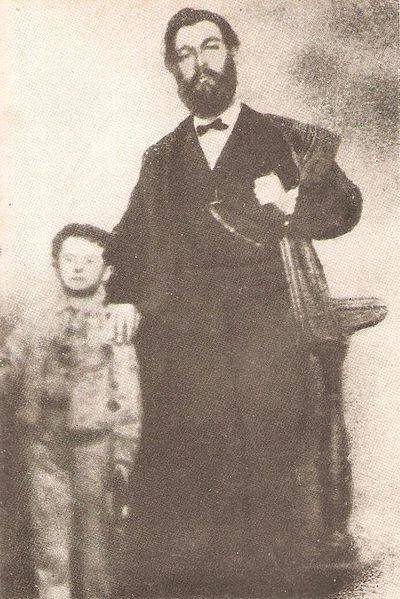
Panchito López de niño, junto a su padre.

### Infancia y Guerra de la Triple Alianza
Desde joven fue instruido por el coronel Francisco Wisner de Morgenstern en Matemáticas, historia y ciencias. Los sacerdotes Fidel Maíz y Manuel Antonio Palacios lo educaron en el aprendizaje del idioma latín y su madre le enseñó inglés y francés, a la par que era formado militarmente por el coronel y general Francisco Isidoro Resquín.
En 1862 Solano López asumió la presidencia del Paraguay, Sin embargo, dos años más tarde se desencadenó la Guerra de la Triple Alianza, cuando Juan Francisco apenas era un niño de diez años, decidió acompañarlo en la contienda, siendo ascendido varias veces en el escalafón militar, llegando a sargento mayor con 14 años y luego a coronel . Por el apego hacia su padre en el frente de lucha, su arrojo y valentía en el campo de batalla se le dio el apodo de «coronel "Panchito" López». Era descrito por sus contemporáneos como un joven alto, de cabellos rubios, ojos azules y de rasgos europeos, heredados de su progenitora.
En la Batalla de Cerro Corá obtuvo su actuación más recordada. En el combate fue a caballo por orden de su padre rumbo a escoltar la carreta en donde estaban su madre y sus hermanos, siendo rodeado por un grupo de soldados aliados quienes le intimaron rendición, a lo cual se negó a acatar. Finalmente Panchito seguido de ello cayó muerto por un disparo por el Teniente Coronel Imperial Francisco Antônio Martins el 1 de marzo de 1870. Falleciendo igualmente Francisco Solano López a orillas del Rio Aquidabán ultimado por los militares brasileños. Según dicen, las últimas palabras de Juan Francisco antes de morir fueron: "Un coronel paraguayo no se rinde". Luego del combate, sería sepultado junto con su padre en Cerro Corá y luego sus restos serían trasladados décadas después al Panteón Nacional de los Héroes, donde ambos reposan actualmente.

"A lo lejos, un choque confuso... Un caballo volvió al galope:

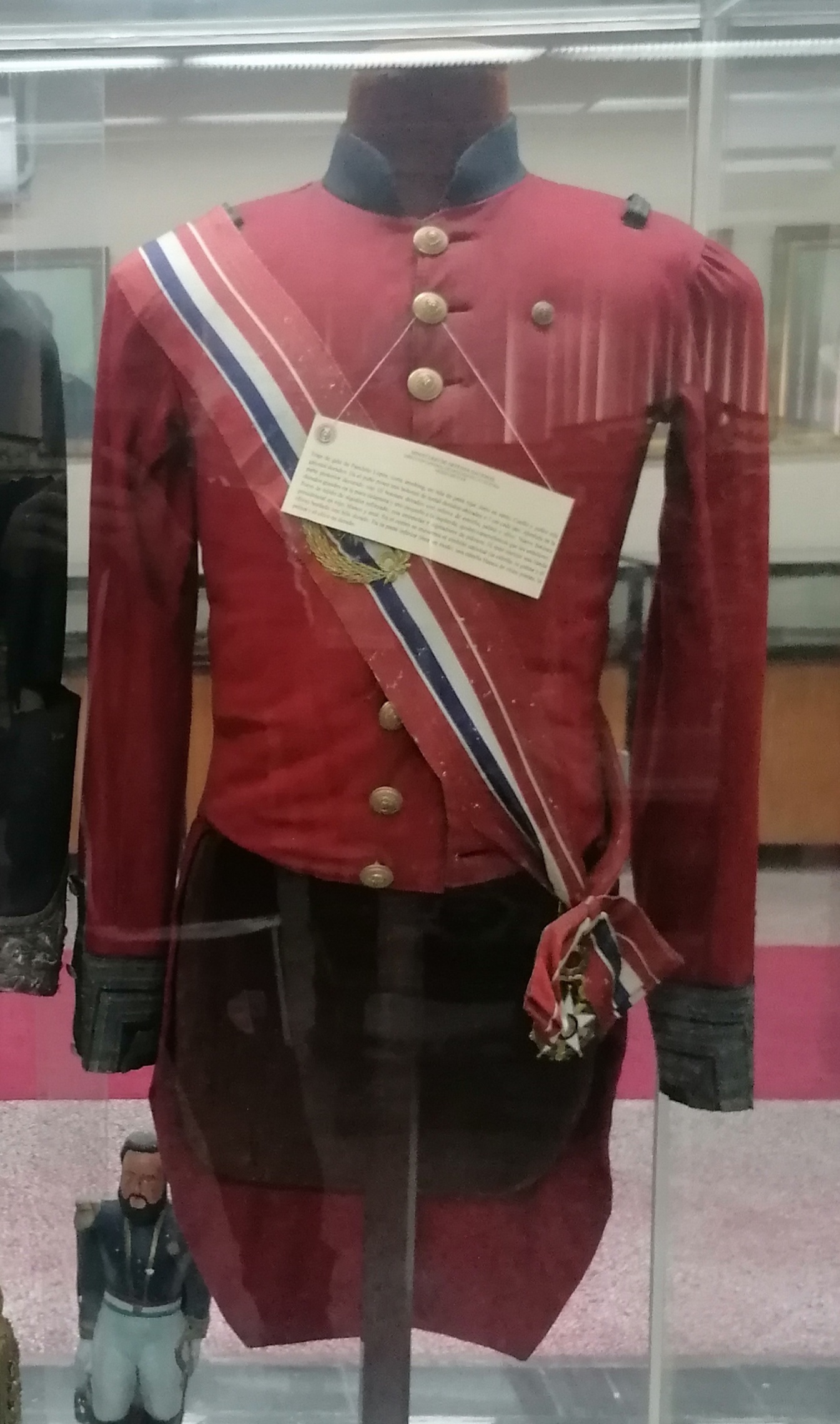
Uniforme perteneciente al coronel Juan Francisco López Lynch ubicado en el Museo Militar del Ministerio de Defensa Nacional de Asunción.

Papá me ha dicho que te defienda! -gritó Panchito.
Un grupo enemigo se echó sobre él como el rayo. Le hizo frente, con el sable en mano.
-Entrégate! gritó un oficial brasileño.
-Un coronel paraguayo no se rinde!
Su caballo dió un salto adelante.
Loca de miedo, salté a la tierra, corrí bajo las balas... gritando... gritando... desesperadamente.
-Entrégate, Panchito!... Entrégate...
-Maten a ese rabioso! gritó un oficial...
Extendí las manos, con un largo grito:
-Deténganse! -Va a entregarse! -Deténganse! ...
Un disparo repercutió como un trueno en mi corazón de madre... Panchito soltó el sable... vaciló en la silla... cayó a mis pies.
Cómo en el centro de un huracán, oía los gritos de rabia, los lamentos de los heridos.. La muerte golpeaba por todas partes... [...] Fuera de mí, dolor viviente, tropezando a cada pasó, llevé a mi Panchito bajo las balas... a la sombra de nuestra carrera, mis dulces manos de madre le hicieron una almohada con mi vestido azul negro... Mi razón no podía comprender. Panchito muerto... No era... posible! ... Me estaba abrazando hace apenas un rato! No!... No!... No quiero que mueras, Panchito mío! ... Háblame! háblame... Con la mirada enloquecida, velada por las lágrimas, ví a los míos arrodillados conmigo... Mis hijos... Isidora... Rosita. Empecé a comprender algo.... Mi hijito tan hermoso, mi primogénito! -Muerto!! -Estaba muerto! ... Un hilillo de sangre le corría de la boca... Suavemente, con el pañuelo, enjugué aquella sangre.. que no dejaba de salir de su corazón agujereado... Aquel corazón que tanto había amado a su mamá.
¡Panchito... Panchito mío! ...
Mis cariñosas manos le cerraron los ojos tan azules como los míos, apagados a la luz, en un indecible asombro.
Rosita, con Leopoldito en los brazos, lloraba en silencio... Isidora, con la voz entrecortada por los sollozos, empezó un Ave María... La oración de la Virgen. Supremo refugio de los grandes dolores... de las grandes desesperanzas... de los que todo lo han perdido.

Acuérdese, oh, Muy Santa Virgen María."
 Elisa Lynch, Exposición y Protesta.